# Francisco González Ledesma
Francisco González Ledesma   (Barcelona, 17 de març de 1927 - Barcelona, 2 de març de 2015) també conegut amb el pseudònim de Silver Kane, fou un advocat, escriptor en llengua castellana i periodista català, especialitzat en novel·la policíaca. Juntament amb Manuel Vázquez Montalbán, és considerat com un dels principals impulsors de la novel·la negra social a Espanya. Era el pare del també periodista Enric González.

## Biografia
Novel·lista precoç, es va iniciar escrivint guions de còmics per a l'editorial Bruguera i novel·les de l'Oest que lliura a un ritme d'una a la setmana, sota el pseudònim de Silver Kane, activitat que li proporciona ofici i recursos literaris, a més de permetre-li pagar-se la carrera de Dret. Va obtenir en 1948, amb solament 21 anys, el Premi Internacional de Novel·la instituït per l'editor Josep Janés per la seva novel·la Sombras viejas i en el jurat del qual es trobaven Somerset Maugham i Walter Starkie. No obstant això, la censura franquista va prohibir la seva publicació, titllant l'autor de rojo i "pornògraf", fet que el va sumir en el silenci com a novel·lista i el va dur a dedicar-se primer a l'advocacia i després al periodisme, a El Correo Catalán i, durant 25 anys, a La Vanguardia, on va arribar a ser redactor en cap. Ambdues professions li van proporcionar un bon coneixement de la societat, dels carrers de Barcelona, dels polítics i del món de les finances, que utilitzarà en les seves futures novel·les.
Durant els anys cinquanta i seixanta va arribar a publicar, sempre amb pseudònims, gairebé un miler de novel·les populars. Amb el nom de Taylor Nummy, publicava novel·les de lladres i serenos i de militars; Fernando Robles i Rosa Alcázar eren els pseudònims per a les novel·les romàntiques, i Silver Kane per a les novel·les de l'Oest; a més, com a Silvia Valdemar, responia un consultori sentimental en una revista. A banda, en el seu temps lliure, va escriure Los napoleones (que també va ser prohibida), Las calles de nuestros padres i Expediente Barcelona (finalista del Premi Ciutat de València, en 1983), que no van poder ser publicades fins a la transició política a la democràcia. El 1984 va rebre el Premi Planeta per Crónica sentimental en rojo premi que li va suposar notable popularitat i molts ànims per a seguir escrivint.
La seva novel·la Expediente Barcelona va ser traduïda i publicada per la prestigiosa editorial francesa Gallimard, la qual cosa li va proporcionar un prestigi i èxit editorial a França molt superior del que gaudia a Espanya, fins al punt que les seves noves novel·les apareixien publicades abans en el país veí. El protagonista de les seves novel·les, el comissari Ricardo Méndez, barreja d'escepticisme i punt d'honor, segueix els cànons del relat criminal. Méndez apareix per primera vegada precisament a Expediente Barcelona i inaugura una sèrie novel·lística que, al costat de la mateixa ciutat de Barcelona, constituïx el nexe central de les seves novel·les. En 2007 i 2008 va tornar a fer servir un pseudònim, Enrique Moriel, per a publicar La ciudad sin tiempo i El candidato de Dios. També va publicar un llibre de dret, El dret català actual.

## Premis i reconeixements
Va rebre el premi de periodisme El Cérvol i el Premi Ciutat de Barcelona de Cinema i, a l'abril de 2010, fou guardonat amb la Creu de Sant Jordi per Generalitat de Catalunya.

## Obres
- Sombras viejas - 1948
- Los Napoleones - 1977
- Soldados - 1985
- 42 Kilómetros de Compasión - 1986
- Los símbolos - 1987
- Cine Soledad - 1993
- Tiempo de venganza - 2003
- El adoquín azul - 2002

### Serie Méndez
- Expediente Barcelona - 1983
- Las calles de nuestros padres - 1984
- Crónica sentimental en rojo - Premi Planeta de Novel·la 1984
- La Dama de Cachemira - 1986
- Historia de Dios en una esquina - 1991
- El pecado o algo parecido - 2002 Premi Hammet